# 武藤芳彦
武藤 芳彦（むとう よしひこ、1960年6月25日 - ）は、日本の実業家。千葉県出身。ユナイテッド・シネマ株式会社元代表取締役社長。

## 人物・経歴
千葉県出身。1985年、上智大学文学部新聞学科卒業。同年4月、日産自動車株式会社に入社。その後、ヤフー株式会社執行役員メディア事業統括本部長として広告事業の舵を取り、インターネット広告市場における同社のプレゼンス拡大を牽引。2012年、ユナイテッド・シネマ株式会社代表取締役社長に就任。株主と連携のもと同社の企業価値向上を担い、組織・風土改革はもとより、既存収益源以外のインターネット活用等による新たな収益の柱を生み出すとともに、同業買収や業務提携等も推進し、就任時計画を前倒すかたちで株式会社ローソンHMVエンタテイメントへの株式売却を実現。その後、株式会社フリークアウトに入社し、執行役員営業本部長として同社の第二創業期の飛躍を、営業・組織構築・外部連携等の側面から支え実現。